# Wohnhaus Hauptstraße 68
Das Wohnhaus Hauptstraße 68 (Bundesstraße 215, früher Doenhausen Nr. 49) in Eystrup in der niedersächsischen Samtgemeinde Grafschaft Hoya stammt aus dem 20. Jahrhundert.
Das Gebäude steht unter Denkmalschutz (siehe auch Liste der Baudenkmale in Eystrup).

## Beschreibung und Geschichte
Das zweigeschossige traufständige verklinkerte Gebäude mit Krüppelwalmdach, bossierten Eckquadern und Zwerchhäusern nach Osten und Westen wurde um 1906 (andere Quelle 1908 bis 1910) im Jugendstil für den Ziegeleibesitzer Hugo Schütz gebaut. Ein späterer Anbau fügt sich nicht in die Gestaltung ein.
In einer Bildergalerie des Heimatvereins wird das Haus in den 1930er Jahren sowie um 1958 als Wohnhaus Müller-Kuntzer gezeigt.
Das Niedersächsische Landesamt für Denkmalpflege befand: „geschichtliche Bedeutung … durch beispielhafte Ausprägung eines Wohnhauses des frühen 20. Jahrhunderts im Jugendstil“.